# Árpádhalom
Árpádhalom je vesnice v Maďarsku v župě Csongrád-Csanád, spadající pod okres Szentes. Nachází se asi 6 km severozápadně od Orosházy. Do roku 1950 patřila obci Nagymágocs, poté se ale odtrhla a vytvořila samostatnou obec. V roce 2015 zde žilo 514 obyvatel. Dle údajů z roku 2011 tvoří 92,8 % obyvatelstva Maďaři, 0,6 % Romové, 0,4 % Poláci a 0,2 % Arméni.
Sousedními vesnicemi jsou Fábiánsebestién, Gádoros a Nagymágocs, sousedním městem Orosháza.